# 泰晤士河畔京斯頓
泰晤士河畔京士頓（英語：Kingston upon Thames，也常被簡稱作Kingston）是英國泰晤士河畔京斯頓皇家自治市的主要聚居點，位於倫敦的西南角，即查令十字西南約10英里（16.1）處。是一個古代集鎮，許多任盎格魯-撒克遜國王曾在這裡加冕。它也是倫敦規劃的主要都會中心之一。金斯頓曾經是位於薩里郡的更大的同名古代教區的一部份，1835年改革成為泰晤士河畔金斯頓自治區（Municipal Borough of Kingston-upon-Thames）。自1893年曾是薩里郡政廳所在地，1965年併入大倫敦。

## 歷史

### 早期歷史

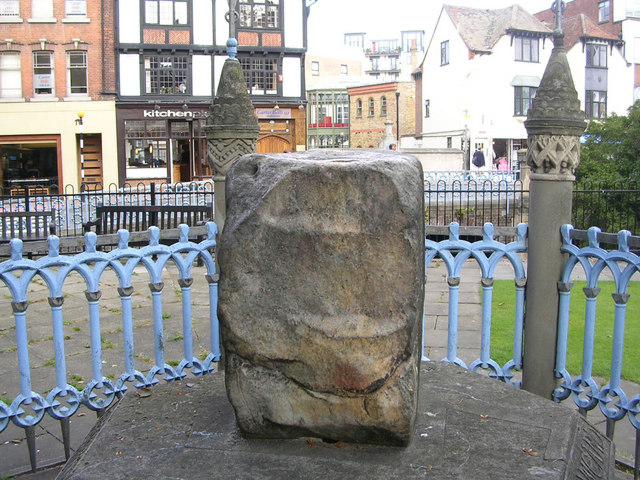
市政廳附近的加冕石

京士頓建造于泰晤士河的第一個渡口处，當地現在還有金斯頓橋存在。838年泰晤士河畔金斯頓叫做“Cyninges tun”，1086年為“Chingestune”，1164年為“Kingeston”，1321年為“Kyngeston super Tamisiam”，1589年為“Kingestowne upon Thames”。以上的“金斯頓”一詞的意思即是“國王的領地”，來自古英語“cyning”和“tun”。國王指的約是撒克遜國王。 838年時作为愛格伯特與坎特伯雷大主教Ceolnoth舉行會議的地點出现在历史文献中。當時此地處在威塞克斯和默西亞之間。大概是因為地理位置重要的緣故，902年長者愛德華、925年艾塞斯坦、939年愛德蒙一世、946年愛德瑞德、956年愛德威、960年和平者愛德加、975年殉教者愛德華、979年愛塞烈德二世都曾在此加冕。據信這些加冕儀式都是在“聖瑪麗教堂”里舉行的，但此建築已在1730年被毀。從廢墟里搬出來一塊用作踏腳墩的石頭，1850年它被搬到集市上以後用作加冕石，此石後來又移至現址泰晤士河畔京士頓市政廳前。

### 當地政府

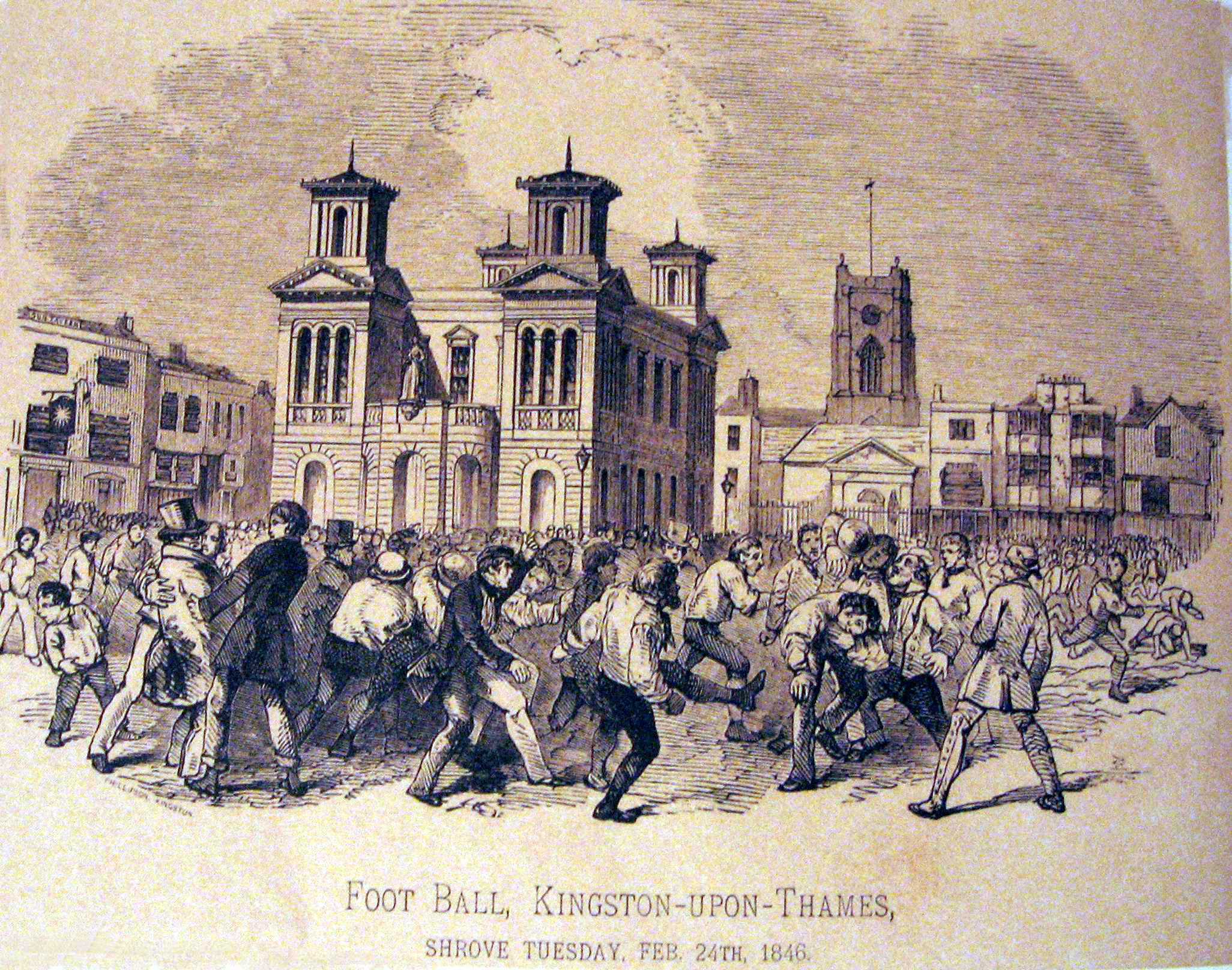
1846年的金斯頓

金斯頓一度是薩里郡“Hundred of Kingston”中的古代教區。這個教區覆蓋著包括胡克、邱園、新莫頓、彼得薩姆、列治文、瑟比頓、泰晤士迪頓和東牟樂斯在內的地區。
約翰王在1200年賜予該鎮憲章，但現在能找到的最早的金斯頓當地文獻來自於1208年。1481年，愛德華四世給予該鎮自治區的地位，此自治區所轄範圍要比教區小得多，不過到1894年時由於地區不斷劃分而兩者變成了同一回事。根據1835年自治團法案，該地區成為泰晤士河畔金斯頓自治區（Municipal Borough of Kingston-upon-Thames）。習慣上當地一直都被當做皇家自治市，1927年喬治五世正式確認這一地位。1893年薩里郡鎮廳從紐因頓搬到此地。

## 教育

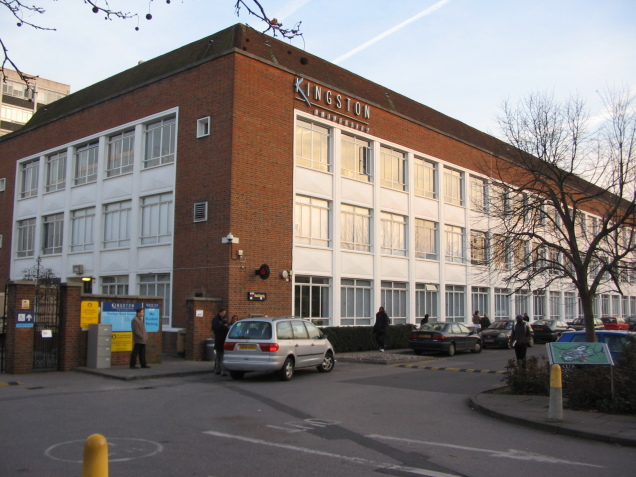
金斯頓大學主建築，Penrhyn Road校區

金斯頓大學和金斯頓學院都位於泰晤士河畔金斯頓，當地有34家學校（包括幼兒園和小學），其中14家是教會學校、10家為初級中學、14家是提供全年齡段教育的私立學校。

## 外部連結
- Kingston Council official website （页面存档备份，存于）
- Kingston upon Thames Society （页面存档备份，存于）
- CHANTRY CHAPEL OF ST MARY MAGDALENE （页面存档备份，存于） Pastscape - Detailed historical record about Lovekyn Chapel
- Tim Lambert （页面存档备份，存于） [A Brief History of Kingston upon Thames LocalHistories.org
- Museum and Local History （页面存档备份，存于） Royal Borough of Kingston upon Thames
- Kingston-upon-Thames （页面存档备份，存于） British History Online - Victoria County History (1911) H. E. Maldon ed., A History of the County of Surrey, Volume 3, Kingston-upon-Thames, pp. 487–501